# Gare de Buzançais
La gare de Buzançais est une gare ferroviaire française, de la ligne de ligne de Joué-lès-Tours à Châteauroux, située sur la commune de Buzançais, dans l'Indre, en région Centre-Val-de-Loire.
C'est une gare de la Société nationale des chemins de fer français (SNCF) desservie par Fret SNCF entre Châteauroux et Argy

## Histoire
La gare de Buzançais ouvre en 18 juillet 1880. Le 17 novembre 1902, Buzançais voit arriver le chemin de fer du Blanc - Argent.
Le service voyageurs entre Loches et Châteauroux subsiste jusqu'au 15 février 1970. La ligne du Blanc Argent suit le mouvement et ferme à tout trafic le 29 septembre 1980.
La gare de Buzançais est aujourd'hui desservie par des trains de fret entre Argy et Saint-Pierre-des-Corps via Châteauroux et Vierzon

## Situation ferroviaire

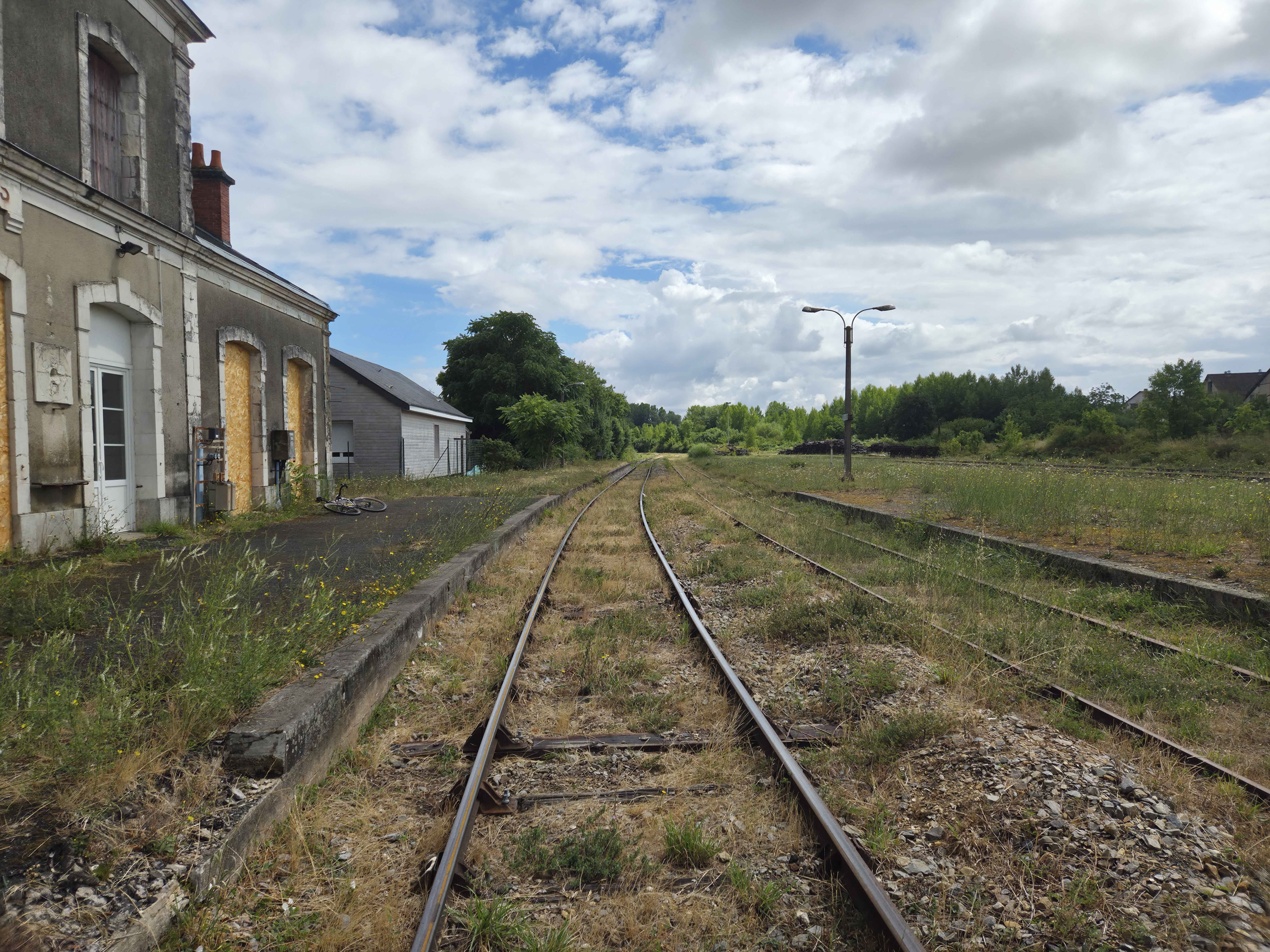
Les voies en 2025.

Établie à 112 mètres d'altitude, la gare de Buzançais est située au point kilométrique (PK) 327,944 de la ligne de Joué-les-Tours à Châteauroux, entre les gares de Villedieu-sur-Indre et de Saint-Genou.
Elle est aussi située au point kilométrique (PK) 280,028 de la ligne du Blanc à Argent-sur-Sauldre entre les gares de Bonneau-Habilly et Argy.

## Embranchements
La section à voie métrique de Buzançais à Argy (PK 280,028 à 273,9) a été mise à écartement standard (1 435 mm) à la suite d la fermeture de la section de Buzançais à Luçay-le-Mâle en 1988 pour la desserte d'un silo.

## Desserte
Pour combler le retrait des trains entre Tours et Châteauroux, la gare est desservie par des Cars TER Centre-Val-de-Loire entre la gare routière de Châteauroux et la gare de Tours